# 앤디 밀리건
앤디 밀리건(Andy Milligan, 1929년 2월 12일 ~ 1991년 6월 3일)은 미국의 극작가, 각본가, 촬영 감독, 배우, 영화 프로듀서, 영화 감독, 영상 편집자, 텔레비전 배우이다.
세인트폴에서 태어났으며 로스앤젤레스에서 사망하였다. 사인은 후천성 면역 결핍 증후군이다.

## 영화
- 서지킬l (1989년)